# Lovespoon

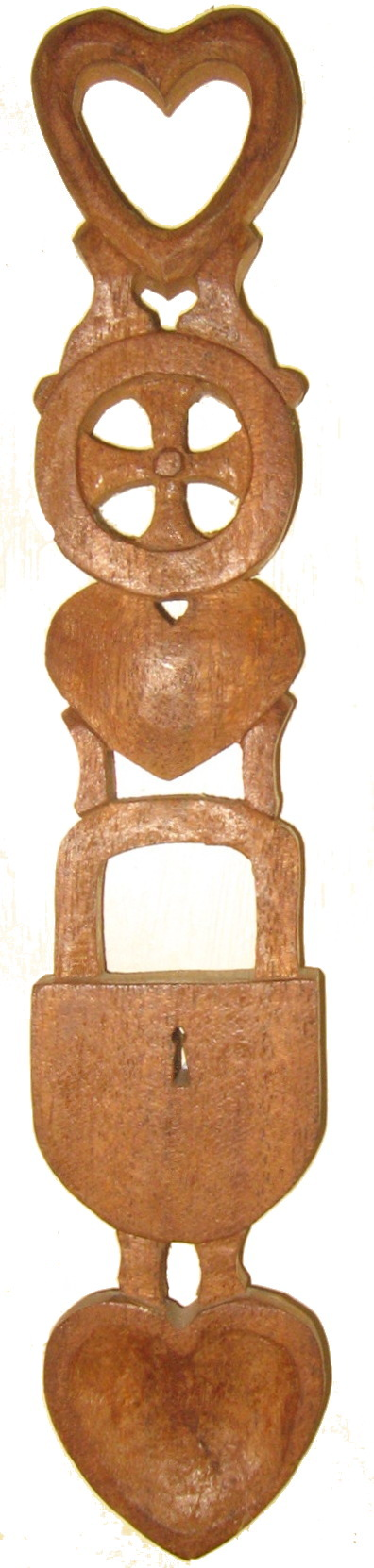
Lovespoon de madera tallada con corazones, candado y rueda. Hay cinco elementos de diseño: tres corazones que también forman la taza y el anillo de la cuchara. Entre estos están una rueda y un candado.

Tradicionalmente, el lovespoon (cuchara de amor) se daba como muestra de amor por un pretendiente a su novia. El ejemplo más antiguo que existe está en Gales, Reino Unido, donde se cree la tradición tiene su origen. Hoy en día, se dan como regalos y se consideran obras artesanas.

## Historia
El ejemplo más antiguo data aproximadamente del año 1667, y está en St Fagans Museo Nacional de Historia cerca de Cardiff, capital de Gales, aunque la tradición se remonta probablemente mucho antes.
Se cree que el lovespoon tiene su origen en Gales, Reino Unido, donde era una cuchara de sopa (para la sopa galés cawl). Con el paso de las generaciones, se agregaron tallas decorativas a la cuchara; perdió su utilidad práctica original y se convirtió en un objeto decorativo preciado para colgar en una pared con orgullo.
El lovespoon se le dio a una joven mujer por su pretendiente. En aquellos días, era importante que el padre de la joven podía ver que su novio tenía la capaz de proveer para la familia y habilidad con la madera.

## Símbolos
Ciertos símbolos tienen significados específicos:
- Una herradura: suerte.
- Una cruz: fe.
- Campanas: matrimonio.
- Corazones: amor.
- Una rueda: apoyo a un ser querido.
- Una cerradura: seguridad.

Las bolas en una jaula indican el número de hijos deseado. Hay más símbolos, aunque las tallas más difíciles (como cadenas) eran no solo una demostración de habilidad del tallador sino también tenían un significado simbólico. A menudo anclas se incorporaban en las tallas, ya que los marineros tallaban las cucharas durante largos viajes. 
Aunque el lovespoon galés (en galés: Llwy Garu) es el más famoso, también hay tradiciones de lovespoons en Escandinavia y algunas partes de Europa oriental, que tienen sus propios estilos y técnicas únicas.
Hoy en día, estas cucharas se dan como regalos de boda o aniversario, de cumpleaños, de Navidad, al recibir un bebé, o "porque sí". Ahora se ven normalmente como obras artesanales.

## Libros y artículos
- David Western (2008). The Fine Art of Carving Lovespoons. East Petersburg, PA, USA: Fox Chapel Publishers.
- Herbert E. Roese (1988). Lovespoons in perspective. Bulletin of the Board of Celtic Studies 35: 106–116.
- Trefor M. Owen (1973/7). The Story of the Lovespoon. Swansea: Celtic Educational (Services).
- J.R.Allen (1906). Welsh wooden spoons. Archaeologia Cambrensis 6th series: 47–53.